# اللواء 105 مشاة (اليمن)
اللواء 105 مشاة هو لواء مدرع يمني يتبع القوات البرية في للمنطقة العسكرية الخامسة. يتمركز في محافظة مأرب.

## القادة
| م | القائد                          | بداية        | نهاية | المدة |
| - | ------------------------------- | ------------ | ----- | ----- |
| 1 |                                 |              |       |       |
| 2 | العميد الركن/ العزي محسن الفضلي | 10 أبريل2013 |       |       |